# Любенко, Игорь Петрович
Игорь Павлович Любе́нко (1939—2000) — советский строитель.

## Биография
Родился 11 февраля 1939 года в Остёре (ныне Козелецкий район, Черниговская область, Украина). Окончил Остёрский строительный техникум. Во время строительства гостиничного комплекса «Градецкий» в Чернигове — начальник строительного участка СМУ комбината «Черниговпромстрой».
Умер 23 марта 2000 года в Чернигове.

## Награды и премии
- Государственная премия УССР имени Т. Г. Шевченко (1984) — за гостиничный комплекс «Градецкий» в Чернигове («организовывал работу по обеспечению высокого качества отделочных работ, чем внёс значительный творческий вклад по созданию выразительного архитектурного решения фасадов и интерьеров этого комплекса»)